# Первенство России среди женских команд (Первая лига) по мини-футболу
Первенство России среди женских команд по мини-футболу (Первая лига) проводилось Ассоциацией женского мини-футбола России с сезона 1995/1996. Победитель турнира второго эшелона женского мини-футбола мог претендовать на повышение в классе, хотя это было всегда сопряжено (и остается сейчас, когда Первенство среди женских команд первой лиги проводит АМФР) с увеличением финансовых расходов. Зачастую это нереальное условие для небогатых любительских коллективов. Некоторые клубы выставляли на турнир дублирующие (вторые) составы, которые никогда не претендовали на повышение в классе.
Своеобразным прообразом турниров второго эшелона Ассоциацией женского мини-футбола России послужила пулька в феврале 1995 года за дополнительное место в финале Чемпионата России 1994/1995. В спорткомплексе «Дружба» люберецкого коврового комбината подмосковный «Орленок» оказался сильнее санкт-петербургского коллектива УВД-"Памир" и саратовской «Руси». В начале нулевых годов футбольные МРО стали самостоятельно проводить турниры среди девушек, получившие официальный статус первой лиги. В конце своего существования Ассоциация женского мини-футбола России смогла организовать лишь один финальный турнир в Пензе весной 2007 года. По последнему сезону АЖМФР (2007/2008) известны лишь итоги региональных турниров 

## Победители и призеры
| Сезон                                                                       | 1 место                               | 2 место                          | 3 место                          |                     |
| Первая лига (АЖМФР)                                                         | Первая лига (АЖМФР)                   | Первая лига (АЖМФР)              | Первая лига (АЖМФР)              | Первая лига (АЖМФР) |
| --------------------------------------------------------------------------- | ------------------------------------- | -------------------------------- | -------------------------------- | ------------------- |
| 1994/1995                                                                   | «Виктория» Нижегор. область           | «Университет» (Москва)           | «Надежда» (Воскресенск)          |                     |
| 1995/1996 + перех. матчи                                                    | "Чертаново" (Москва)                  | "Танаис" (Воронеж)               | "Рарус" (Тула)                   |                     |
| 1996/1997                                                                   | "Чертаново" (Москва)                  | «Алектан» (Москва)               | "Ника" (Москва)                  |                     |
| 1997/1998                                                                   | "Ника" (Москва)                       | «Диана» (Москва)                 | МФК "Тула"                       |                     |
| 1998/1999                                                                   | "Чертаново-дубль" (Москва)            | СК РВСН-"Синко" (Владимир)       | «Анненки» (Калуга)               |                     |
| 1999/2000                                                                   | "Теплый стан" (Москва)                | "Нева" (Санкт-Петербург)         | «Аврора-Экран» (Санкт-Петербург) |                     |
| 2000/2001                                                                   | «Аврора-Экран» (Санкт-Петербург)      | "Виктория" Нижегор. область      | «Диана» (Москва)                 |                     |
| 2001/2002                                                                   | "Виктория-дубль" Нижегор. область     | "Славия (Тула)                   | СК "Трест-102" (Санкт-Петербург) |                     |
| Победители региональных турниров                                            |                                       |                                  |                                  |                     |
|                                                                             | Запад                                 | Урал                             | Сибирь                           |                     |
| 2002/2003                                                                   | "Чертаново-дубль" (Москва)            | СДЮСШОР (Омск)                   |                                  |                     |
| 2003/2004                                                                   | "Казаночка" (Казань)                  | "Агро-Траст"(Омск)               | "Сибирячка" (Красноярск)         |                     |
| 2004/2005                                                                   | "Виктория" (Нижегор. область)         | "ЗапСибКолледж" (Тюмень)         |                                  |                     |
| 2005/2006                                                                   | "Виктория-дубль" (Нижегор. область)   | СДЮСШОР-10 (Уфа)                 |                                  |                     |
| 2006/2007 (финал. турнир)                                                   | "Лагуна-УОР-дубль" (Пенза)            | "Дон" (Азов)                     | ЖФК "Томск"                      |                     |
| 2007/2008                                                                   | МГСУ (Москва)                         | СДЮСШОР "Иртыш"(Омск)            | ДЮСШ (Новосибирск)               |                     |
| Первенство России среди команд первой лиги (АМФР). Итоги финальных турниров |                                       |                                  |                                  |                     |
| 2008/2009                                                                   |                                       |                                  |                                  |                     |
| 2009/2010                                                                   | СФУ(Красноярск)                       | "Динамо-ИСКО" (Киров)            | "Виктория-2" Нижегор. область    |                     |
| 2010/2011                                                                   | "Дончанка" (Азов)                     | "Виктория-2" (Нижегор. область)  | "Фемида" (Екатеринбург)          |                     |
| 2011/2012                                                                   | "Калужаночка" (Калуга)                | РГАУ-МСХА (Москва)               | "ХМАО-Югра" (Ханты-Мансийск)     |                     |
| 2012/2013                                                                   | "Калужаночка" (Калуга)                | "Нева" (Санкт-Петербург)         | "Дот-Медиа" (Санкт-Петербург)    |                     |
| 2013/2014                                                                   | "Торпедо-МАМИ"(Москва)                | "УПИ-Ява" (Екатеринбург)         | "Рокада-СДЮСШОР-11" (Волгоград)  |                     |
| 2014/2015                                                                   | МФК "Тюмень"                          | "Госуниверситет-ШВСМ"(Орел)      | "Рокада" (Волгоград)             |                     |
| 2015/2016                                                                   | "Госуниверситет-ШВСМ"(Орел)           | "Спарта" (Щелково)               | "Калужаночка" (Калуга)           |                     |
| 2016/2017                                                                   | "Калужаночка" (Калуга)                | "Зенит" (Волгоград)              | "Арсенал" (Хабаровск)            |                     |
| 2017/2018                                                                   | "Орел-Госуниверситет-дубль"(Орел)     | "МосПолитех-2" (Москва)          | ИТМО (Санкт-Петербург)           |                     |
| 2018/2019                                                                   | "Орел-Госуниверситет-Русичи"(Орел)    | "МосПолитех-2" (Москва)          | МФК "Тюмень                      |                     |
| 2019/2020                                                                   |                                       |                                  |                                  |                     |
| 2020/2021                                                                   | «Орел-Госуниверситет-Русичи» (Орёл)   | «Норманочка-2» (Нижний Новгород) | «Метеор» (Балашиха)              |                     |
| 2021/2022                                                                   | «Орел-Госуниверситет-Русичи» (Орёл)   | «Норманочка-2» (Нижний Новгород) | «Арсенал» (Хабаровск)            |                     |
| 2022/2023                                                                   | «ВИЗ-Синара» (Екатеринбург)           | «ОрёлГУ-КПРФ-Русичи» (Орёл)      | «Ника-СШ5» (Калуга)              |                     |
| 2023/2024                                                                   | «Глобус» (Москва)                     | «Спартак» (Брянск)               | «Бутса» (Санкт-Петербург)        |                     |
| 2024/2025                                                                   | «ОрелГУ-КПРФ-Академия Футбола» (Орёл) | «Мосполитех» (Москва)            | «Глобус» (Москва)                |                     |